# Ashes of Ares
Ashes of Ares är ett amerikanskt heavy/power metal-band skapat år 2012. Bandet består av tidigare Iced Earth-medlemmarna Matt Barlow (sång) och Freddie Vidales (gitarr), och tidigare Nevermore-trummisen Van Williams. År 2013 släppte bandet deras debutalbum via Nuclear Blast Records och senare gjorde de en Europaturné med banden Powerwolf och Battle Beast.

## Medlemmar
Nuvarande medlemmar
- Freddie Vidales – gitarr, basgitarr (2012– )
- Matt Barlow – sång (2012– )

Tidigare medlemmar
- Van Williams – trummor (2012–2017)

Turnerande medlemmar
- Dean Sternberg – basgitarr, bakgrundssång (2013– )
- Charlie Honig – gitarr (2014– )
- Adon Fanion – gitarr (2014– )
- Gio Geraca – gitarr (2013–2014)

Bidragande musiker (studio)
- Kris Rodgers – keyboard
- Jeff Loomis – sologitarr
- Gio Geraca – sologitarr
- Jim Morris – keyboard, sång
- Dave Kaminsky – sång

## Diskografi
Studioalbum
- Ashes of Ares (Nuclear Blast) – 2013
- Well Of Souls (Rock of Angels Records) – 2018